# Людовик VI де Бурбон-Конде
Людовик VI де Бурбон-Конде (Луи-Анри-Жозеф; фр. Louis VI de Bourbon-Condé, 13 апреля 1756, Париж — 30 августа 1830, Замок Сен-Лё) — сын Луи-Жозефа Конде, последний в роду Конде, отец расстрелянного Наполеоном герцога Энгиенского. До смерти отца (1818) носил титул учтивости герцог де Бурбон.

## Биография
Луи-Анри-Жозеф де Бурбон-Конде родился 13 апреля 1756 года в городе Париже.
В 1770 году 14-летнего Луи-Анри женили на Батильде Орлеанской, сестре знаменитого во время Французской революции Филиппа Эгалите. От этого брака родился единственный ребёнок герцог Энгиенский (1772), в 1780 году супруги расстались.
В начале революции герцог де Бурбон эмигрировал и служил в созданной его отцом армии Конде вплоть до её роспуска, затем долго жил в Великобритании. После возвращения Наполеона с острова Эльбы был назначен Людовиком XVIII главнокомандующим в западных департаментах, но вынужден был капитулировать при Нанте.
Последние годы жизни принц Конде находился под сильным влиянием лондонской авантюристки Софи Доуз, получившей по его протекции титул баронессы Фешер, которой и завещал значительную часть своего состояния; основная часть наследства досталась четвёртому сыну короля Луи-Филиппа, племяннику жены Конде и его крестнику герцогу Омальскому, который впоследствии написал историю рода Конде.

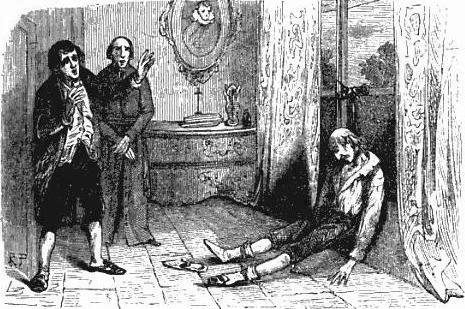
Смерть принца Конде

В августе 1830 года, вскоре после Июльской революции, Конде был найден повесившимся в своем замке Сен-Лё. Распространились слухи, что его убила любовница по сговору с Луи-Филиппом.
Его родственники оспаривали завещание в пользу баронессы Фешер, но проиграли тяжбу во всех инстанциях.